# پوترو
پوترو (نام علمی: Grewia) نام یک سرده از تیره پنیرکیان است.